# Wojciech Wojakowski
Wojciech Wojakowski (ur. 1 maja 1970) – polski kardiolog interwencyjny, profesor zwyczajny i od 2014 kierownik III Katedry Kardiologii - Kliniki Kardiologii i Chorób Strukturalnych Serca Śląskiego Uniwersytetu Medycznego w Katowicach. 

## Życiorys
Studia medyczne ukończył na Śląskiej Akademii Medycznej w 1996. Stopień doktorski otrzymał w 1998 broniąc pracy Wpływ inhibitorów enzymu konwertującego na metabolizm tkanki łącznej aorty w doświadczalnej hipercholesterolemii przygotowanej pod kierunkiem Jana Gmińskiego. Habilitował się na podstawie oceny dorobku naukowego i rozprawy w 2009. Tytuł naukowy profesora nauk medycznych otrzymał w 2013. W Górnośląskim Centrum Medycznym w Katowicach Ochojcu kieruje III Oddziałem Kardiologii. Poza pracą w ŚUM pracuje jako kardiolog interwencyjny oraz badacz w programach naukowych prowadzonych w American Heart of Poland SA.
Na dorobek naukowy W. Wojakowskiego składa się szereg opracowań oryginalnych publikowanych m.in. w wiodących czasopismach kardiologicznych o światowej renomie takich jak „Circulation”, „Circulation Research”, „European Heart Journal”, a także w „Kardiologii Polskiej”. Zajmuje się leczeniem interwencyjnym choroby wieńcowej i wad strukturalnych serca oraz prowadzi projekty naukowe w zakresie obrazowania wewnątrzwieńcowego, innowacyjnych urządzeń wszczepialnych oraz terapii biologicznych w chorobach serca.
Należy do Polskiego Towarzystwa Kardiologicznego, gdzie od września 2017 pełni funkcję przewodniczącego Asocjacji Interwencji Sercowo Naczyniowych.
Wielokrotnie nagradzany, m.in. nagrodami naukowymi ministra zdrowia oraz Polskiego Towarzystwa Kardiologicznego. Otrzymał także Thomas J. Linnemeier Spirit of Interventional Cardiology Young Investigators Award oraz Andreas Gruntzig Award.
W 2020 r. został członkiem korespondentem PAN.